# Esteban Conde
Esteban Néstor Conde Quintana, (Young, Río Negro, 4 de marzo de 1983) es un exfutbolista profesional uruguayo. Su último club donde se desempeñó como arquero fue el Danubio de la Primera División de Uruguay. 
Conde igualó al histórico Amadeo Carrizo, quien en 1964 tapó cinco penales defendiendo los colores de River Plate y al "Pato” Fillol, quien contuvo 6 jugando por el Racing Club.
Ha jugado en Rentistas, Danubio,  Universidad de Chile y en [Nacional]. Marcó 6 goles por Danubio, todos de penal.

## Trayectoria

### Universidad de Chile
Llegó el 2010 al club chileno para reforzar el equipo de Gerardo Pelusso afrontando dos torneos: El Torneo Nacional, y la Copa Libertadores como arquero titular. Al comienzo se pretendía que fuese el reemplazo de Miguel Pinto, pero debido a una importante lesión que este tuvo hacia el comienzo del campeonato, debió asumir la titularidad. 
En la temporada siguiente llegó Johnny Herrera, quien pasó a ser el arquero titular del equipo. Con los azules, Conde alcanzó cuatro títulos con el cuadro laico, Torneo Apertura del 2011, Torneo Clausura 2011, Copa Sudamericana 2011 y el Torneo Apertura 2012.

### Atlético de Rafaela
En 2012 es fichado para Atlético Rafaela, durante el Torneo Final 2013 es arquero suplente de Guillermo Sara y jugando Copa Argentina de titular; en el Torneo Final 2014 es titular en Atlético de Rafaela, atajando 5 penales de los 8 que le patearon, 2 en un mismo partido contra Rosario Central.

### Nacional
En 2015 es fichado para Nacional, para ser el arquero titular en la Temporada 2015-16; luego del retiro de Gustavo Munúa quien fue el arquero y capitán de Nacional en la Temporada 2014-15.

## Clubes y estadísticas

### Como jugador
| Club                 | País          | Año       | Part. | GR  | GRxP |
| -------------------- | ------------- | --------- | ----- | --- | ---- |
| Rentistas            | Uruguay       | 2003-2004 | 38    | 46  | 1,21 |
| Danubio              | Uruguay       | 2005-2009 | 149   | 197 | 1,32 |
| Universidad de Chile | Chile         | 2010-2012 | 23    | 26  | 1,13 |
| Atlético Rafaela     | Argentina     | 2012-2015 | 69    | 101 | 1,46 |
| Nacional             | Uruguay       | 2015-2019 | 154   | 149 | 0,97 |
| Banfield             | Argentina     | 2019-2020 | 11    | 9   | 0,82 |
| Atenas               | Uruguay       | 2020      | 19    | 26  | 1,37 |
| Danubio              | Uruguay       | 2021-2022 | 51    | 36  | 0,71 |
| Total carrera        | Total carrera | 2003-2022 | 514   | 590 | 1,15 |

### Como entrenador
| Equipo            | Div.  | Temporada | Liga | Liga | Liga | Liga | Liga |    | Copa | Copa | Copa | Copa |   | Internacional | Internacional | Internacional | Internacional | Internacional |   | Otros | Otros | Otros | Otros |    | Totales     | Totales | Totales | Totales | Totales | Totales | Totales | Totales | Totales |
| Equipo            | Div.  | Temporada | PD   | G    | E    | P    | Pos. | PD | G    | E    | P    | PD   | G | E             | P             | Pos.          | PD            | G             | E | P     | PD    | G     | E     | P  | Rendimiento | GF      | GC      | Dif.    | Ptos.   |         |         |         |         |
| ----------------- | ----- | --------- | ---- | ---- | ---- | ---- | ---- | -- | ---- | ---- | ---- | ---- | - | ------------- | ------------- | ------------- | ------------- | ------------- | - | ----- | ----- | ----- | ----- | -- | ----------- | ------- | ------- | ------- | ------- | ------- | ------- | ------- | ------- |
| Danubio · Uruguay | 1.ª   | 2023      | 24   | 6    | 8    | 10   | Inc. | -  | -    | -    | -    | 7    | 2 | 2             | 3             | FG            | -             | -             | - | -     | 31    | 8     | 10    | 13 | 36.56%      | 32      | 33      | -1      | 34      |         |         |         |         |
| Danubio · Uruguay | Total | Total     | 24   | 6    | 8    | 10   | -    | -  | -    | -    | -    | 7    | 2 | 2             | 3             | -             | -             | -             | - | -     | 31    | 8     | 10    | 13 | 36.56%      | 32      | 33      | -1      | 34      |         |         |         |         |
| 1.                |       |           |      |      |      |      |      |    |      |      |      |      |   |               |               |               |               |               |   |       |       |       |       |    |             |         |         |         |         |         |         |         |         |

#### Resumen estadístico
| Competición                 | Partidos | Ganados | Empatados | Perdidos | Rendimiento |
| --------------------------- | -------- | ------- | --------- | -------- | ----------- |
| Primera División de Uruguay | 24       | 6       | 8         | 10       | 36.11%      |
| Copa Sudamericana           | 7        | 2       | 2         | 3        | 38.09%      |
| Total                       | 31       | 8       | 10        | 13       | 36.56%      |

## Palmarés

### Títulos nacionales
| Título              | Club                 | País    | Año     |
| ------------------- | -------------------- | ------- | ------- |
| Campeonato Uruguayo | Danubio              | Uruguay | 2007    |
| Torneo Apertura     | Universidad de Chile | Chile   | 2011    |
| Torneo Clausura     | Universidad de Chile | Chile   | 2011    |
| Torneo Apertura     | Universidad de Chile | Chile   | 2012    |
| Copa Chile          | Universidad de Chile | Chile   | 2012-13 |
| Campeonato Uruguayo | Nacional             | Uruguay | 2016    |
| Torneo Intermedio   | Nacional             | Uruguay | 2017    |
| Torneo Intermedio   | Nacional             | Uruguay | 2018    |
| Supercopa Uruguaya  | Nacional             | Uruguay | 2019    |

### Títulos internacionales
| Título            | Club                 | País  | Año  |
| ----------------- | -------------------- | ----- | ---- |
| Copa Sudamericana | Universidad de Chile | Chile | 2011 |